# بریا (ویرجینیای غربی)
بریا (به انگلیسی: Berea) یک منطقهٔ مسکونی در ایالات متحده آمریکا است که در شهرستان ریچی، ویرجینیای غربی واقع شده‌است. بریا ۸۳ نفر جمعیت دارد.